# Хав'єр Вальдивія
Хав'єр Вальдивія (ісп. Javier Valdivia, нар. 4 грудня 1941, Гвадалахара) — мексиканський футболіст, що грав на позиції нападника за «Гвадалахару» та національну збірну Мексики.

## Клубна кар'єра
У дорослому футболі дебютував 1960 року виступами за команду «Гвадалахара» з рідного міста, в якій провів одинадцять сезонів. 
За цей час шість разів ставав чемпіоном Мексики, п'ять разів вигравав Суперкубок країни, а 1962 року здобув Кубок чемпіонів КОНКАКАФ. 
Завершував ігрову кар'єру в іншій гвадалахарській команді «Халіско», за яку виступав протягом 1971—1972 років.

## Виступи за збірну
1968 року дебютував в офіційних матчах у складі національної збірної Мексики.
У складі збірної був учасником домашнього для мексиканців чемпіонату світу 1970, на якому господарі припинили боротьбу на стадії чвертьфіналів. На турнірі був гравцем основного складу збірної Мексики, взявши участь у всіх чотирьох іграх команди та відзначившись «дублем» у ворота збірної Сальвадору у грі групового етапу (перемога з рахунком 4:0).
Загалом протягом кар'єри у національній команді, яка тривала 4 роки, провів у її формі 23 матчі, забивши 6 голів.

## Титули і досягнення
- Чемпіон Мексики (6):

«Гвадалахара»: 1960, 1961, 1962, 1964, 1965, 1970
- Володар Суперкубка Мексики (5):

«Гвадалахара»: 1960, 1961, 1964, 1965, 1970
- Володар Кубка чемпіонів КОНКАКАФ (1):

«Гвадалахара»: 1962
- Переможець Чемпіонату націй КОНКАКАФ: 1965